# Maria Mączyńska
Maria Mączyńska (nacida como Maria Cugowska, 22 de mayo de 1932) es un deportista polaca que compitió en tiro con arco, en la modalidad de arco recurvo.
Ganó seis medallas en el Campeonato Mundial de Tiro con Arco al Aire Libre entre los años 1955 y 1971, y cuatro medallas en el Campeonato Europeo de Tiro con Arco al Aire Libre entre los años 1968 y 1972.

## Palmarés internacional
| Campeonato Mundial al Aire Libre | Campeonato Mundial al Aire Libre | Campeonato Mundial al Aire Libre | Campeonato Mundial al Aire Libre |
| Año                              | Lugar                            | Medalla                          | Prueba                           |
| -------------------------------- | -------------------------------- | -------------------------------- | -------------------------------- |
| 1955                             | Helsinki (Finlandia)             | Medalla de bronce                | Equipo                           |
| 1967                             | Amersfoort (Países Bajos)        | Medalla de oro                   | Individual                       |
| 1967                             | Amersfoort (Países Bajos)        | Medalla de oro                   | Equipo                           |
| 1969                             | Valley Forge (Estados Unidos)    | Medalla de bronce                | Equipo                           |
| 1971                             | York (Reino Unido)               | Medalla de oro                   | Equipo                           |
| 1971                             | York (Reino Unido)               | Medalla de bronce                | Individual                       |
| Campeonato Europeo al Aire Libre |                                  |                                  |                                  |
| Año                              | Lugar                            | Medalla                          | Prueba                           |
| 1968                             | Reutte (Austria)                 | Medalla de oro                   | Individual                       |
| 1968                             | Reutte (Austria)                 | Medalla de oro                   | Equipo                           |
| 1970                             | Hradec Králové (Checoslovaquia)  | Medalla de plata                 | Equipo                           |
| 1972                             | Walferdingen (Luxemburgo)        | Medalla de plata                 | Equipo                           |